# Biserica de lemn „Nașterea Maicii Domnului” din Briceni (raionul Dondușeni)
Biserica de lemn „Nașterea Maicii Domnului” este o biserică amplasată în Briceni, raionul Dondușeni, Republica Moldova. Este un monument arhitectural de importanță națională inclus în Registrul monumentelor Republicii Moldova ocrotite de stat cu nr. 370 (raionul Dondușeni). Datează din 1882.